# Виноградарски подрум у Атеници
Виноградарски подрум у Атеници је подигнут 1866. године, о чему сведочи година урезана на подрумским вратима. Представља непокретно културно добро као споменик културе од изузетног значаја.

## Положај и изглед подрума
Подигнут је у винограду на падини изнад села Атеница у побрежју планине Јелице, у прошлости познатог јеличког виногорја. Укопан у косину терена, подрум се састоји од две међусобно повезане просторије, доње и горње, са засебном спољном везом у два нивоа. Доњи, делом укопани, део зидан је од ломљеног камена са наменом за прераду грожђа и чувања вина, док је горњи добијен ређањем масивних талпи које су постепено смицане са све четири стране, тако да је завршен сводом коритастог изгледа.
Његова улога била је за остављање и чување алата као и одмор приликом рада у винограду или око неговања вина. Кровна конструкција са покривачем од ћерамиде накнадно је додана уместо првобитног покривача од лозе нанете у дебелом слоју преко засведених талпи. Смишљеним начином грађења: укопавањем, засвођењем и добром изолацијом ради најмањег излагања спољним топлотним променама, односно, обезбеђивања уједначене температуре потребне за правилно чување вина, подрум у Атеници, особеном конструкцијом готово ишчезлом на простору Србије, представља веома редак сачувани пример ове врсте који подсећа на развијену културу гајења лозе у јеличком подручју.
Санирање зидова подрума и обнова кровног покривача обављени су 1986. године.